# Laroque-des-Arcs
Laroque-des-Arcs foi uma antiga comuna francesa na região administrativa de Occitânia, no departamento de Lot. Estendia-se por uma área de 7,69 km². Em 2010 a comuna tinha 1 258 habitantes (densidade: 163,6 hab./km²).
Em 1 de janeiro de 2017, ela foi incorporada ao território da nova comuna de Bellefont-La Rauze.